# Spathius sinicus
Spathius sinicus är en stekelart som beskrevs av Chao 1957. Spathius sinicus ingår i släktet Spathius och familjen bracksteklar. Inga underarter finns listade i Catalogue of Life.